# Ostheim (Liebenau)
Ostheim ist ein Stadtteil der Kleinstadt Liebenau im nordhessischen Landkreis Kassel.

## Geographische Lage
Der Ort liegt gut einen Kilometer südöstlich des rechten Ufers der Diemel.
Die Kernstadt von Liebenau liegt drei Kilometer südwestlich, Hofgeismar vier km ostsüdöstlich, Borgentreich neun km nordwestlich und Trendelburg gut zehn km nordöstlich. Warburg befindet sich zwölf km westsüdwestlich und die nordhessische Großstadt Kassel 24 km südöstlich.

## Geschichte
Über 4000 Jahre alte Grabanlagen und Bodenfunde deuten auf eine Besiedlung der Gegend seit mindestens der ausgehenden Jungsteinzeit am Übergang zur Bronzezeit hin.
Die älteste bekannte schriftliche Erwähnung von Ostheim erfolgte um das Jahr 1120 unter dem Namen villa Asthem in einer Urkunde der Abtei Helmarshausen. Zu dieser Zeit gehört er zur Grafschaft Dassel. 1220 wird er bei der Hochzeit von Adelheid, Tochter des Grafen Ludolf II. von Dassel auf Berthold von  Schöneberg übertragen.

### Hessische Gebietsreform
Am 1. Februar 1971 fusionierten im Zuge der Gebietsreform in Hessen die bis dahin selbständigen Gemeinden Grimelsheim, Haueda, Lamerden und Ostheim mit der Stadt Liebenau zur erweiterten Stadt Liebenau. Am 1. April 1972 wurden die Gemeinden Ersen und Niedermeiser auf freiwilliger Basis eingemeindet. Zwergen folgte kraft Landesgesetz am 1. August 1972. Für Ostheim, wie für die nach Liebenau eingegliederten ehemals selbständigen Gemeinden und die Kernstadt (Stadtteile), wurden Ortsbezirke mit Ortsbeirat und Ortsvorsteher nach der Hessischen Gemeindeordnung gebildet.

### Bevölkerung

#### Einwohnerentwicklung
Quelle: Historisches Ortslexikon
- 1585: 37 Haushaltungen
- 1747: 73 Haushaltungen

| Ostheim: Einwohnerzahlen von 1834 bis 2022 | Ostheim: Einwohnerzahlen von 1834 bis 2022 | Ostheim: Einwohnerzahlen von 1834 bis 2022 | Ostheim: Einwohnerzahlen von 1834 bis 2022 | Ostheim: Einwohnerzahlen von 1834 bis 2022 |
| --- | ------------------------------------------ | ------------------------------------------ | ------------------------------------------ | ------------------------------------------ |
| Jahr |                                            |                                            |                                            | Einwohner                                  |
| 1834 | 1834                                       |                                            | 480                                        | 480                                        |
| 1840 | 1840                                       |                                            | 508                                        | 508                                        |
| 1846 | 1846                                       |                                            | 555                                        | 555                                        |
| 1852 | 1852                                       |                                            | 521                                        | 521                                        |
| 1858 | 1858                                       |                                            | 497                                        | 497                                        |
| 1864 | 1864                                       |                                            | 492                                        | 492                                        |
| 1871 | 1871                                       |                                            | 451                                        | 451                                        |
| 1875 | 1875                                       |                                            | 455                                        | 455                                        |
| 1885 | 1885                                       |                                            | 451                                        | 451                                        |
| 1895 | 1895                                       |                                            | 433                                        | 433                                        |
| 1905 | 1905                                       |                                            | 371                                        | 371                                        |
| 1910 | 1910                                       |                                            | 369                                        | 369                                        |
| 1925 | 1925                                       |                                            | 414                                        | 414                                        |
| 1939 | 1939                                       |                                            | 390                                        | 390                                        |
| 1946 | 1946                                       |                                            | 635                                        | 635                                        |
| 1950 | 1950                                       |                                            | 626                                        | 626                                        |
| 1956 | 1956                                       |                                            | 550                                        | 550                                        |
| 1961 | 1961                                       |                                            | 540                                        | 540                                        |
| 1967 | 1967                                       |                                            | 532                                        | 532                                        |
| 1970 | 1970                                       |                                            | 491                                        | 491                                        |
| 1980 | 1980                                       |                                            | ?                                          | ?                                          |
| 1990 | 1990                                       |                                            | ?                                          | ?                                          |
| 2000 | 2000                                       |                                            | ?                                          | ?                                          |
| 2011 | 2011                                       |                                            | 375                                        | 375                                        |
| 2019 | 2019                                       |                                            | 365                                        | 365                                        |
| 2022 | 2022                                       |                                            | 348                                        | 348                                        |
| Datenquelle: Historisches Gemeindeverzeichnis für Hessen: Die Bevölkerung der Gemeinden 1834 bis 1967. Wiesbaden: Hessisches Statistisches Landesamt, 1968. Weitere Quellen: ; Zensus 2011; Stadt Liebenau: |                                            |                                            |                                            |                                            |

#### Historische Religionszugehörigkeit
| • 1961: | 464 evangelische (= 85,93 %), 72 katholische (= 13,33 %) Einwohner |

## Kirche
Die Kirche von Ostheim wurde in den Jahren 1889/1890 im neugotischen Stil erbaut, sie gehört zum Pfarramt Liebenau. Die Kirche in Liebenau gehörte bis 1747 ursprünglich als Filialkirche zu Ostheim, danach gehörte Ostheim als Filial zu Liebenau. Erste Patronatsherren waren die Groppe von Gudenberg.

## Wirtschaft und  Infrastruktur

### Verkehr
Einige Kilometer von Ostheim entfernt verlaufen drei Bundesstraßen; südlich bzw. westlich die B 7, östlich die B 83 und nördlich die B 241.
Die nächsten Autobahnanschlussstellen befinden sich bei Warburg und Breuna an der A 44.
In Liebenau, Hümme, und Hofgeismar befinden sich Regionalbahnhöfe. In Warburg und Kassel halten darüber hinaus auch IC/ICE-Züge
Der nächste Regionalflughafen ist der Flughafen Paderborn/Lippstadt.

### Wirtschaftsstruktur
Ostheim ist auch heute noch stark von der Landwirtschaft geprägt und besitzt keine Industrie, sondern lediglich Landwirtschafts- und Handwerksbetriebe und ein Autohaus.